# 洛麦乡
洛麦乡是中国西藏自治区那曲地区那曲县下辖的一个乡。

## 行政区划
洛麦乡下辖：祖曲村、那布村、帕村、杂拉村、果庆村、贡玛村、姜垌村、志龙村。